# Саваштепе (ільче)
Саваштепе (тур. Savaştepe) — ільче (округ) у складі ілу Баликесір на заході Туреччини. Адміністративний центр — місто Саваштепе.
Ільче утворений 1954 року шляхом відокремлення від ільче Баликесір.

## Склад
До складу ільче (округу) входить 2 буджаки (райони) та 46 населених пунктів (2 міста та 44 села):
| Поселення  | Площа, км² | Населення, осіб (2010) | Центр      | Населені пункти |
| ---------- | ---------- | ---------------------- | ---------- | --------------- |
| Саваштепе  | -          | 16042                  | Саваштепе  | 35              |
| Сарибейлер | -          | 3854                   | Сарибейлер | 11              |

### Найбільші населені пункти
| №  | Населений пункт | Населення, осіб (2010) |
| -- | --------------- | ---------------------- |
| 1  | Саваштепе       | 9 352                  |
| 2  | Сарибейлер      | 2 410                  |
| 3  | Караджалар      | 719                    |
| 4  | Єшілхісар       | 696                    |
| 5  | Ісадере         | 359                    |
| 6  | Гювемкючюктарла | 337                    |
| 7  | Карачам         | 330                    |
| 8  | Міннетлер       | 323                    |
| 9  | Сьогютчюк       | 303                    |
| 10 | Сарисюлейманлар | 276                    |